# Могила на непобедените
Могилата на непобедените (на македонска литературна норма: Могила на непобедените) е мемориален комплекс в Парка на Революцията в град Прилеп, Северна Македония.
Комплексът е изграден през 1961 година в чест на загиналите партизани от комунистическата съпротива във Вардарска Македония. Проектът на комплекса е на архитект Богдан Богданович. Съставен е от две части – Обща гробница – крипта и урни. В едната част има издигнати мраморни урни, имитиращи древни урни. Най-голямата урна е символ на вечен огън и представя непокорността на македонския народ. Във втората част се намира криптата, където на мраморните плочи са изписани имената на падналите партизани. В периода 2007 – 2008 година комплексът е цялостно реставриран.

## Галерия
- Поглед към четирите урни
- Криптата – общата гробница
- Детайл от комплекса
- Паркът на Могилата